# Каролін Пільхатш
Каролін Пільхатш (нім. Caroline Pilhatsch, 1 березня 1999) — австрійська плавчиня.
Призерка Чемпіонату світу з плавання на короткій воді 2018 року.